# Phyllonemus filinemus
Phyllonemus filinemus es una especie de pez de la familia Claroteidae en el orden de los Siluriformes.

## Morfología
• Los machos pueden llegar alcanzar los 8,7 cm de longitud total.

## Reproducción
Es ovíparo

## Hábitat
Es un pez de agua dulce y de clima tropical.

## Distribución geográfica
Se encuentran en África: lago Tanganika.

## Uso comercial
No tiene ninguno.